# Měrné skupenské teplo varu
Měrné skupenské teplo varu (též výparné nebo vypařování) je teplo, které přijme 1 kilogram kapaliny, jestliže se za teploty varu celý přemění na plyn téže teploty. Naopak teplo, které odevzdá 1 kilogram plynu, pokud se celý přemění na kapalinu o téže teplotě, se nazývá měrné skupenské teplo kondenzace (též měrné skupenské teplo zkapalnění). Hodnota měrného skupenského tepla kondenzace je pro danou látku stejná jako hodnota měrného skupenského tepla varu.
Měrné skupenské teplo výparné je třeba určit ke každé teplotě zvlášť (vypařování může probíhat za libovolné teploty), zatímco měrné skupenské teplo varu se určuje k teplotě varu (jedná se tedy o měrné skupenské teplo výparné při teplotě varu).

## Značení
- Značka: lv
- Jednotka SI: joule na kilogram, značka J/kg
- Další jednotky: kilojoule na kilogram, 1 kJ/kg = 1 000 J/kg

## Výpočet
Měrné skupenské teplo varu se určí jako podíl skupenského tepla varu {\displaystyle L_{v}} a hmotnosti {\displaystyle m} látky, tzn.
{\displaystyle l_{v}={\frac {L_{v}}{m}}}

## Příklady
| Látka  | Měrné skupenské teplo varu |
| ------ | -------------------------- |
| hliník | 10 500 kJ/kg               |
| železo | 6 340 kJ/kg                |
| voda   | 2 257 kJ/kg                |
| etanol | 879 kJ/kg                  |
| vodík  | 454 kJ/kg                  |
| rtuť   | 301 kJ/kg                  |